# Vojens (parochie)
Vojens is een parochie van de Deense Volkskerk in de  Deense gemeente Haderslev. De parochie maakt deel uit van het bisdom Haderslev en telt 3827 kerkleden op een bevolking van 4217 (2004). 
De parochie was tot 1970 deel van Gram Herred. In dat jaar werd de parochie opgenomen in de nieuwe gemeente Vojens. Deze ging in 2007 op in de vergrote gemeente Haderslev.